# Breitenwang
Breitenwang je obec v Rakousku ve spolkové zemi Tyrolsko v okrese Reutte.
Žije zde 1 521 obyvatel (1. 1. 2011).